# Spend My Life with You
Spend My Life with You är en låt framförd av den amerikanska sångaren Eric Benét. Den innehåller ytterligare sångverser framförda av den kanadensiska sångaren Tamia som medverkar som gästartist. Låten skrevs och producerades av Benét, Demonte Posey och George Nash, Jr.

## Topplistor
| Listor (1998)                         | Högsta listplacering |
| ------------------------------------- | -------------------- |
| USA Billboard Hot 100                 | 21                   |
| USA Hot R&B/Hip-Hop Songs (Billboard) | 1                    |